# Anthon H. Lund
Anthon Henrik Lund (15. maj 1844 i Aalborg – 2. marts 1921 i Salt Lake City, USA) var den dansker, som til dags dato har nået den højeste lederstilling i Mormonkirken nogensinde. Før sin død var han førsterådgiver for den daværende mormonprofet, Heber J. Grant. Havde han levet længere end Grant ville det have været ham, som var blevet profet for mormonkirken. Han døde af mavesår, som havde plaget ham længe. Byen Lund i Nevada er opkaldt efter Anthon Lund. 